# Sinostidia
Genre
Sinostidia est un genre d'araignées aranéomorphes de la famille des Clubionidae.

## Distribution
Les espèces de ce genre sont endémiques de Chine.

## Liste des espèces
Selon World Spider Catalog (version 22.5, 05/11/2021) :
- Sinostidia dujiao Yu & Li, 2021
- Sinostidia shuangjiao Yu & Li, 2021

## Publication originale
- Zhang, Yu & Li, 2021 : « On the clubionid spiders (Araneae, Clubionidae) from Xishuangbanna, China, with descriptions of two new genera and seven new species. » ZooKeys, no 1062, p. 73-122 (texte intégral).